# Fuerzas de Liberación Nacional
Las Fuerzas de Liberación Nacional (FLN), fue un grupo insurgente de México, movimiento político y armado que más tarde daría origen a uno de sus brazos armados más visibles, el Ejército Zapatista de Liberación Nacional (EZLN). Fue fundado en 1969 por un grupo de jóvenes regiomontanos encabezados por César Yáñez Muñoz, integrando a los miembros de una antigua organización disuelta de nombre Ejército Insurgente Mexicano.

## Ejército Insurgente Mexicano
Fueron golpeados en su estructura en 1972 y 1974 pero lograron crecer en la clandestinidad. Fue la única organización de la década de 1970 que no cometió secuestros ni robos.[cita requerida]